# Jo Marstein
Jo Almaas Marstein (né en 2002), dont le nom de scène est Marstein, est un rappeur norvégien originaire de la vieille ville d'Oslo et de Tøyen. Il est le fils de la romancière et traductrice Trude Marstein.
Sa carrière débute à l'âge de 15 ans avec le groupe de rap Undergrunn,. En septembre 2022, tout en étant toujours membre du groupe, il fait ses débuts en tant qu'artiste solo avec l'EP Medici Marstein. Sa chanson Frida Kahlo atteint la première place du classement norvégien,. En novembre 2022 il sort son deuxième EP Xania. Il a été nommé à deux reprises au P3 Gull 2023 pour les catégories "artiste de l'année" et "chanson de l'année" pour Sommerhus,.

## Discographie

### Albums
- 2022 : Medici Marstein [2]
- 2022 : Xania[6]
- 2024 : Frihet i Lenker

### Singles
- 2023 : Sommerhus
- 2023 : Sprite
- 2024 : Matrisen

#### Sur Soundcloud uniquement
- 2020 : Karantene Freestyle
- 2020 : Ocean Freestyle (ft. Loverboy)

#### Sur Youtube uniquement
- 2021 : Racks